# Улица Академика Ефремова (Киев)
У́лица Акаде́мика Ефре́мова (укр. ву́лиця Акаде́міка Єфре́мова) — улица в Святошинском районе города Киева, местность Беличи. Пролегает от проспекта Академика Палладина до улицы Николая Ушакова. Имеет также ответвление, направленное к тупику (поблизости Осенней и Прорезной улицам).
Примыкают улицы Осенняя, Чернобыльская, Осенний переулок, улицы Обуховская и Павленко.

## История
Возникла в 1960-е годы под названием Новая. C 1969 года — улица Командарма Уборевича, в честь советского военачальника командарма И. П. Уборевича. В конце 1980-х — начале 1990-х годов улицу в значительной мере перепланировали и удлинили.
Современное название в честь украинского общественно-политического и государственного деятеля, историка литературы, академика Украинской академии наук С. А. Ефремова — с 2016 года.
Застройка — жилая многоэтажная.

## Учебные учреждения
- Учебно-воспитательный комплекс «Зарница» (дом № 9-а)
- Специализированная школа № 304[3] (дом № 21-а)

## Медицинские учреждения
- Детская поликлиника № 1 Святошинского района (дом № 11)